# Anna III
Anna III Guterres (décédée en 1767) était une reine des royaumes unifiés de Ndongo et du Matamba de 1758 à 1767.

## Biographie
Elle est la fille de la reine Anna II Guterres et la sœur de la reine Véronique II Guterres. Elle a deux filles : Kamana et Murili.
En 1756, sa mère décède et c'est sa sœur Véronique II qui monte sur le trône, conformément à la volonté de leur mère. En 1758, après seulement deux années de règne, Anna III fomente un coup d'État contre sa sœur, la destitue et la fait décapiter. Elle prend alors la tête du royaume pour douze années sous le nom d'Anna III.
En 1767, son neveu Francisco Kalwete ka Mbandi (possiblement le fils de Véronique II) la dépose et la fait exécuter à son tour. Sa mort est le début d'une longue crise de succession dans laquelle ses deux filles s'enfuient à Kidona en Kwanza, où elles proclament un nouveau royaume, le royaume de Jinga, qui sera dirigé par l'une des deux sœurs : la reine Kamana, contestant par ailleurs les droits de Francisco II à être monté sur le trône de leur mère ; leur nouveau royaume est d'ailleurs limitrophe du sien. Ce conflit durera jusqu'en 1800, quand Francisco II reconnaîtra le royaume de Jinga et le droit de Kamana de le diriger. Les royaumes de Ndongo et du Matamba ne seront pas réunifiés avant 1810, lorsque Francisco II et Kamala seront tous les deux décédés et que les Portugais soutiendront la prise de pouvoir du fils de Kamana Ndala Kamana et son initiative de réunification des deux royaumes.